# Hiadeľská dolina

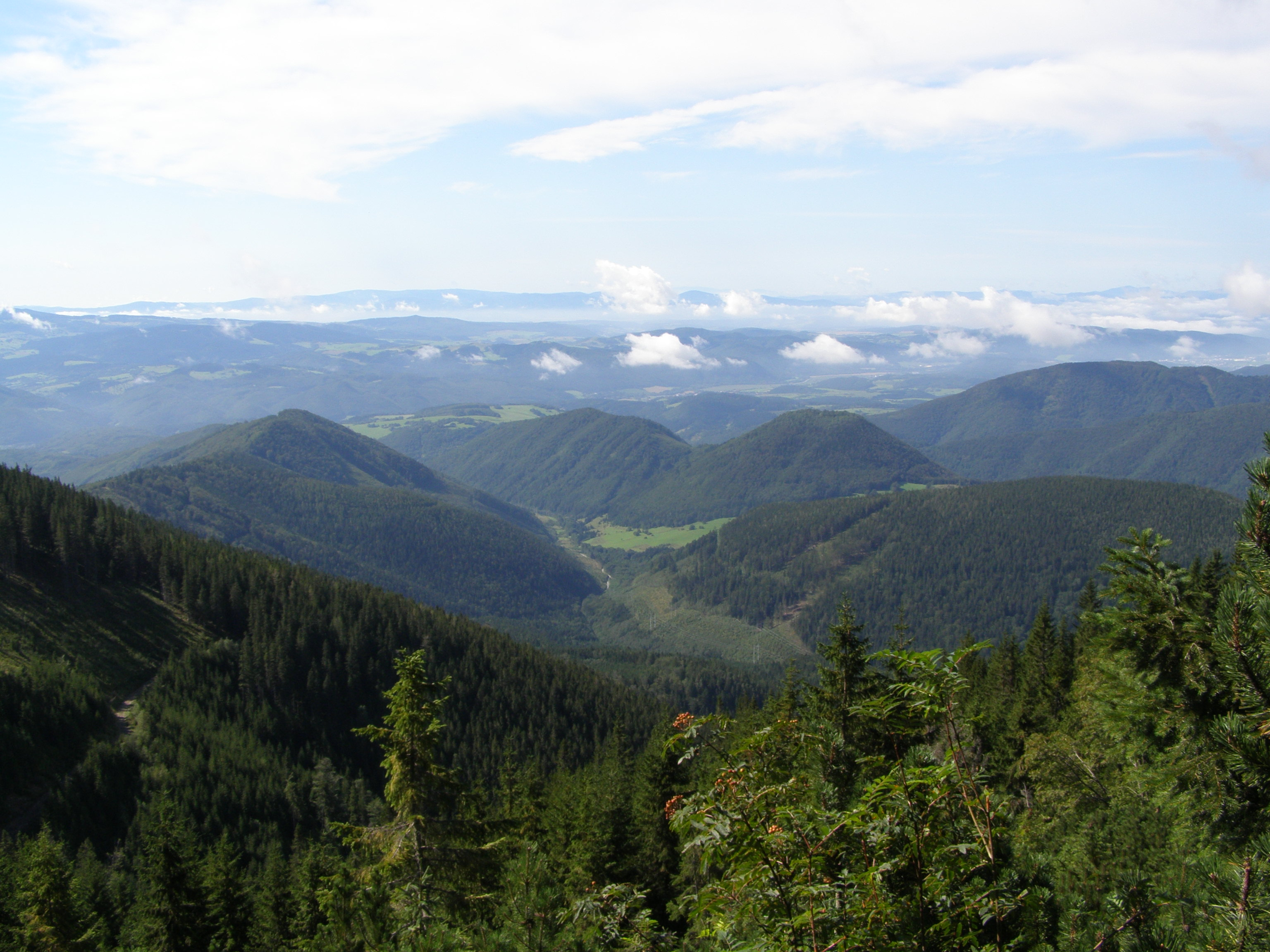
Hiadeľská dolina (w centrum) spod Prašivéj.

Hiadeľská dolina (pol. Dolina Hiadelska) – dolina w Karpatach Zachodnich na Słowacji. Oddziela pasmo Niżnych Tatr (na wschodzie) od Starohorskich Wierchów na zachodzie. Spływa nią potok Vážna, prawobrzeżny dopływ Hronu. Nazwa doliny pochodzi od położonej w niej wsi Hiadeľ.

## Położenie
Dolina stanowi element południowo-zachodniego ograniczenia masywu Niżnych Tatr, a konkretnie ich zachodniej części tzw. Ďumbierskich Tatr. Rozpoczyna się w dolinie Hronu między wsiami Medzibrod (na wschodzie) i Lučatín (na zachodzie). Wznosi się w kierunku północnym z niewielkim odchyleniem ku zachodowi i osiąga główny grzbiet wododziału Hronu (na południu) i Wagu (na północy) w obniżeniu zwanym Hiadeľské sedlo.
Leży w granicach powiatu Bańska Bystrzyca w kraju bańskobystrzyckim. Większość obszaru doliny leży w granicach pasma ochronnego Parku Narodowego Niżne Tatry, natomiast jej najwyższa część znajduje się już w granicach samego Parku.

## Charakterystyka
Dolina Hiadelska jest w znacznej części utworzona na złomach i uskokach tektonicznych, tworzących zachodnie ograniczenie krystalicznego jądra Niżnych Tatr. Jest doliną walną. Ma ok. 10 km długości i ok. 2 km szerokości. Jest symetryczna, słabo rozczłonkowana. Środkowa część, tuż nad wsią Hiadeľ, dość wąska. Nieco wyżej, przy wylocie bocznej dolinki (od zachodu), dolina rozszerza się w niewielką kotlinę, w której znajduje się leśniczówka Vážna. Nieco wyżej w dolinie znajduje się źródło mineralne (szczawa żelazista), znane w okolicy jako Hiadeľská kyslá.
Dolina jest w większości zalesiona, jedynie w dolnej części (zwłaszcza po stronie zachodniej) i w otoczeniu wsi Hiadeľ występują rozległe pastwiska i mniejsze połacie pól uprawnych. W kotlinie w rejonie leśniczówki Vážna znajdziemy ładne polany podchodzące boczną dolinką na zachód, ku przełęczy za szczytem Hradište, zaś w górnej doliny - pasma łąk i polan, ciągnące się aż pod Hiadeľské sedlo.

## Historia
Na terenie doliny w średniowieczu wydobywano srebro, natomiast w XIX w. eksploatowano w niej niewielkie pokłady rud żelaza. W 1944 r., czasie II wojny światowej, na terenie doliny stacjonowała grupa partyzancka kpt. Jegorowa, która miała tu swoje ziemianki. Po upadku słowackiego powstania narodowego pod koniec października 1944 r. doliną wycofywały się w góry oddziały powstańcze. Niedaleko źródła Hiadeľská kyslá Niemcy rozstrzelali grupę mieszkańców wsi Hiadeľ. Pomnik poświęcony pamięci ofiar znajduje się w górnej części doliny.

## Znaczenie komunikacyjne
Dolina Hiadelska nie ma znaczenia jako trasa komunikacyjna z położoną po północnej stronie grzbietu Doliną Korytnicką. Doliną wiedzie wprawdzie wąska, asfaltowa droga, jednak kończy się ona na wysokości ok. 800 m n.p.m., a dla pojazdów samochodowych jest ona dostępna jedynie do wspomnianego wyżej źródła wody mineralnej. Wzdłuż doliny na Hiadeľské sedlo biegną także dwie elektryczne linie wysokiego napięcia.

## Turystyka
Od wsi Hiadeľ doliną biegną niebieskie  znaki szlaku turystycznego na Hiadeľské sedlo i dalej do uzdrowiska Korytnica.